# Самаровка (Башкортостан)
Самаровка (баш. Һамар) — деревня в Мелеузовском районе Республики Башкортостан Российской Федерации. Входит в состав Партизанского сельсовета.

## География

### Географическое положение
Деревня находится на берегу реки Мекатевли вблизи места впадения в Белую.
Расстояние до:
- районного центра (Мелеуз): 12 км,
- центра сельсовета (Дарьино): 3 км,
- ближайшей ж/д станции (Мелеуз): 12 км.

## Население
| 2002 | 2009 | 2010 |
| ---- | ---- | ---- |
| 42   | ↗45  | ↗52  |

Национальный состав
Согласно переписи 2002 года, преобладающая национальность — русские (88 %).